# Markus Haid

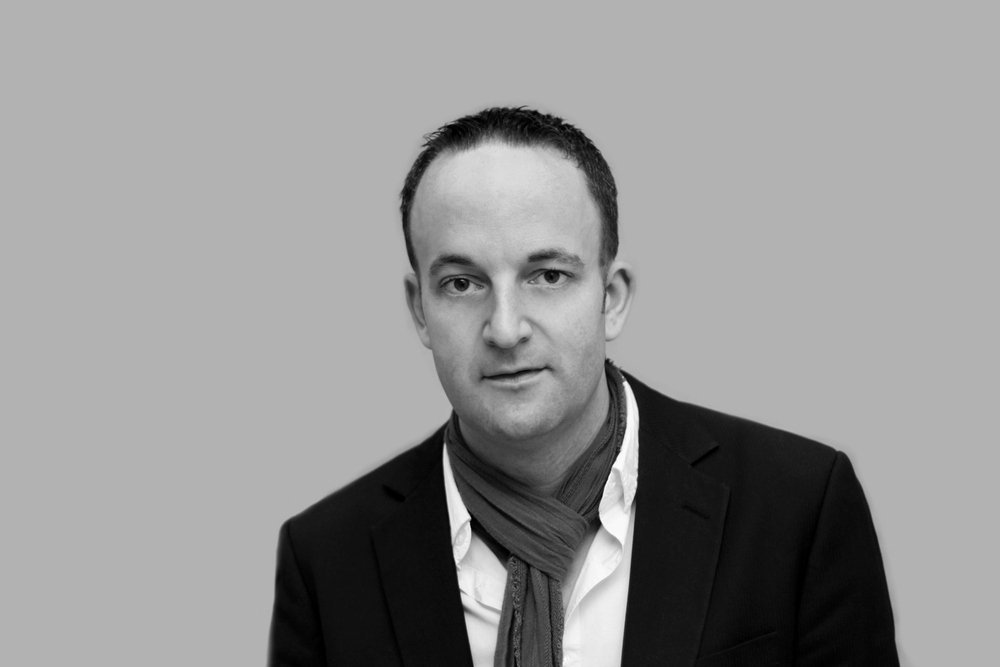
Markus Haid

Markus Haid (* 1973 in Prüm/Eifel) ist Professor für Sensorik und Software-basierte Messdatenverarbeitung an der Hochschule Darmstadt und Gründer und Leiter des CCASS (Competence Center for Applied Sensor Systems). Er veröffentlicht zu inertialbasierten Low-cost Indoor-Navigation (Vgl. Inertialnavigation) und gilt als einer der Väter der inertialen Low-cost Navigation im Indoor-Bereich. Im Jahre 2017 wurde Haid zum LabVIEW Champion für LabVIEW safety, Proficiency und Adoption ernannt.

## Berufliche und akademische Laufbahn
Nach seinem Studium der Elektrotechnik an der Fachhochschule Trier (heute: Hochschule Trier) sowie später an der FernUniversität Hagen war Haid an der Fraunhofer Technologie Entwicklungsgruppe (Fraunhofer TEG, heute Fraunhofer IPA) in Stuttgart für das Themenfeld „Inertiale Objektverfolgung“ verantwortlich. Im Jahr 2005 erhielt er an der Universität Siegen den akademischen Grad „Doktor der Ingenieurwissenschaften“ für seine Forschungsarbeit „Verbesserung der referenzlosen inertialen Objektverfolgung zur Low-cost Indoor-Navigation durch Anwendung der Kalman-Filterung“.
Im weiteren Verlauf seiner beruflichen Laufbahn war Haid unter anderem Projektleiter und Gesamtverantwortlicher für die Einführung einer neuen Technologie zur PKW-Crasherkennung mittels Körperschall sowie Technical und Commercial Counterpart für die Themen AUTOSAR und FlexRay im Geschäftsbereich „Automotive Electronics“ des Unternehmens Robert Bosch GmbH in Stuttgart.
Akademisch war Haid zunächst bis 2005 externer Lehrbeauftragter an der Fachhochschule Esslingen und war bis 2010 neben seiner Professur in Darmstadt auch Gastprofessor an der Fachhochschule Oberösterreich in Wels. An der Hochschule Darmstadt ist er seit 1. März 2008, jener Hochschule, an der er mit seinem Forscherteam im darauf folgenden Jahr das CCASS (s. o.) gründete. Das CCASS ermöglichte u. a. im Jahr 2009 die Initiierung der Forschungs- und Promotionskooperation „CCASS-IPA-ZESS“, eine gemeinsame Forschungsplattform der Hochschule Darmstadt,  der Universität Siegen und dem Fraunhofer IPA. Dieser Zusammenschluss einer Fachhochschule, einer Universität und eines Fraunhofer-Instituts war einer der ersten dieser Art.
Im Jahre 2015 wurde das CCASS durch National Instruments zum weltweit ersten und bisher einzigen LabVIEW Competence Center For High-Assurance System Development (LabVIEW CAS) ernannt. Das Forschungsgebiet des LabVIEW CAS ist die Realisierung von sicherheitskritischen Anwendung auf der Basis einer grafischen Programmiersprache am Beispiel von LabVIEW.
Seit 2018 forscht Markus Haid im Bereich Blockchain. Mit einem Team von Darmstädter Forschern entwickelt Haid Sensoren, die mittels Smart Contract mit Algorithmen und Rechnerressourcen vernetzt werden.
Überdies hinaus ist Haid regionaler Netzwerkpartner der Stiftung „Haus der kleinen Forscher“ zur Förderung der frühkindlichen Bildung in den Bereichen Naturwissenschaften und Technik und Gründer des hierzugehörigen „Netzwerk Südhessen“ an der Hochschule Darmstadt. Als MINT-Botschafter ist Haid in Kindergärten und Grundschulen als Pate aktiv und führt dort mit den Schülern Physikprojekte durch.
Haid ist seit 30. Mai 2018 Mitglied des Aufsichtsrats bei dem IT-Service Provider wescaleIT AG.

## Publikation(Auswahl)
- Verbesserung der referenzlosen inertialen Objektverfolgung zur low-cost Indoor-Navigation durch Anwendung der Kalman-Filterung. Fraunhofer IRB-Verlag, Stuttgart 2005, ISBN 3-8167-6704-4 (zugleich Dissertation)

- Markus Haid, Jan Breitenbach: Low cost inertial object tracking as a result of Kalman filter. In: Applied Mathematics and Computation. Volume 153, Issue 2, ISSN 0096-3003, ELSEVIER, Science direct, 2004.[9]